# Liga de los Socialdemócratas
La Liga de los Socialdemócratas (en chino:社會民主連線, en inglés: League of Social Democrats) es una organización política prodemocrática de Hong Kong. Sus objetivos declarados son "dar un soporte neto en la defensa de los intereses de las bases". Es un partido socialdemócrata, y entre sus miembros fundadores se encuentran Leung "Pelo largo" Kwok-hung, y antiguos miembros del Partido Democrático, como Andrew To, y Albert Chan.

## Ideología
Debido a sus ideas y tácticas, la LSD era considerada el ala radical del campo prodemocracia. Está compuesta por legisladores, activistas y residentes ordinarios. Se opone a las desigualdades económicas creadas por la colusión entre el gobierno y las grandes empresas; como partido socialdemócrata, cree que para una sociedad justa hagan falta la redistribución de la riqueza, la intervención pública en la economía y la democracia directa.

## Relación con los partidos prodemocráticos
Desde la participación en la elección del Jefe Ejecutivo Alan Leong, la Liga de los Socialdemócratas rehusó cooperar con el Partido Democrático y el Partido Cívico. En la elección del Comité Electivo, la Liga de los Socialdemócratas rehusó presentar un candidato en protesta a la "elección en un pequeño círculo".
Durante la marcha en contra de la elección en un pequeño círculo, el 18 de marzo de 2007, cuan el vicepresidente del Partido Cívico, Fernando Cheung estaba hablando, los socialdemócratas lo interrumpieron. Más adelante, en un encuentro prodemocrático en abril de 2007, el socialdemócrata Albert Chan abandonó en encuentro diciendo que no podía soportar las "irresponsables críticas" hacia él.